# Mistrzostwa Świata w Hokeju na Lodzie Kobiet 2018
20. Mistrzostwa Świata w Hokeju na Lodzie 2018 organizowane przez IIHF. Z racji Zimowych Igrzysk Olimpijskich turniej elity nie został rozegrany.

## Pierwsza dywizja
Grupa A
| Lp. | Drużyna  |
| --- | -------- |
| 1   | Francja  |
| 2   | Austria  |
| 3   | Węgry    |
| 4   | Dania    |
| 5   | Norwegia |
| 6   | Słowacja |

Grupa B
| Lp. | Drużyna          |
| --- | ---------------- |
| 1   | Włochy           |
| 2   | Korea Południowa |
| 3   | Łotwa            |
| 4   | Kazachstan       |
| 5   | Chiny            |
| 6   | Polska           |

Do mistrzostw świata elity w 2019 z Grupy A awansował zwycięzca turnieju. Najlepsza drużyna turnieju w Grupie B zagra w przyszłym roku w Dywizji A. W tym sezonie nie ma spadków do niższych dywizji.
Turnieje I Dywizji zostały rozegrane:

Grupa A – Vaujany (Francja)

Grupa B – Asiago (Włochy)

## Druga dywizja
Grupa A
| Lp. | Drużyna         |
| --- | --------------- |
| 1   | Holandia        |
| 2   | Wielka Brytania |
| 3   | Korea Północna  |
| 4   | Australia       |
| 5   | Słowenia        |
| 6   | Meksyk          |

Grupa B
| Lp. | Drużyna         |
| --- | --------------- |
| 1   | Hiszpania       |
| 2   | Chińskie Tajpej |
| 3   | Islandia        |
| 4   | Nowa Zelandia   |
| 5   | Turcja          |
| 6   | Rumunia         |

| Lp. | Drużyna           |
| --- | ----------------- |
| 1   | Chorwacja         |
| 2   | Belgia            |
| 3   | Południowa Afryka |
| 4   | Hongkong          |
| 5   | Bułgaria          |

Pierwsza drużyna uzyskuje awans do Dywizji I Grupy B. Zwycięzca Dywizji II Grupy B awansował do dywizji wyższej. Zwycięzca turnieju kwalifikacyjnego awansował do dywizji II B. W tym sezonie żadna drużyna nie jest relegowana do niższej dywizji 
Turnieje II Dywizji zostały rozegrane:

Grupa A – Maribor (Słowenia)

Grupa B – Valdemoro (Hiszpania)

Kwalifikacje - Sofia (Bułgaria)